# Ponchatoula
Ponchatoula é uma cidade localizada no Estado americano de Luisiana, na Paróquia de Tangipahoa. Conhecida como a "Capital Mundial do Morango", Ponchatoula sedeia o Festival do Morango anualmente em Abril.

## Demografia
Segundo o censo americano de 2000, a sua população era de 5180 habitantes. Em 2006, foi estimada uma população de 6156, um aumento de 976 (18.8%).

## Geografia
De acordo com o United States Census Bureau tem uma área de
10,9 km², dos quais 10,9 km² cobertos por terra e 0,0 km² cobertos por água. Ponchatoula localiza-se a aproximadamente 10m acima do nível do mar.

## Localidades na vizinhança
O diagrama seguinte representa as localidades num raio de 16 km ao redor de Ponchatoula.